# Гвардєйське (Чечня)
Гвардєйське (рос. Гвардейское) — село у Надтеречному районі Чечні Російської Федерації.
Населення становить 8459 осіб (2019). Входить до складу муніципального утворення Гвардєйське сільське поселення.

## Історія
Згідно із законом від 20 лютого 2009 року органом місцевого самоврядування є Гвардєйське сільське поселення.

## Населення
| 1970  | 1990  | 2002  | 2010  | 2012  | 2013  | 2014  |
| ----- | ----- | ----- | ----- | ----- | ----- | ----- |
| 4962  | ↘4907 | ↗7184 | ↗7471 | ↗7715 | ↗8034 | ↗8268 |
| 2015  | 2016  | 2017  | 2018  | 2019  |       |       |
| ↗8299 | ↗8323 | ↗8386 | ↗8431 | ↗8459 |       |       |